# Світлична Юлія Олександрівна
Ю́лія Олекса́ндрівна Світли́чна (нар. 6 червня 1984, Харків) — українська політична діячка та юристка. Колишня голова Харківської обласної державної адміністрації, позафракційна народна депутатка IX скликання, депутатка Харківської обласної ради VII скликання, віцепрезидент Палати регіонів Конгресу місцевих і регіональних влад Ради Європи, доктор юридичних наук, кандидат наук з державного управління, виконавча директор ГО «Єдність та розвиток».

## Біографія

### Початок кар'єри
У 2001—2005 роках навчалася у Харківському державному університеті харчування та торгівлі за фахом «міжнародна економіка». Здобула диплом з відзнакою та спеціальність економіст-міжнародник.
У 2005 році займала посаду начальниці відділу в навчально-науково-виробничому центрі «Охорона праці», що спеціалізується на забезпеченні підприємств матеріалами з галузі охорони праці (від бланків та інструкцій до спецодягу). У 2006 році була заступницею генерального директора ТОВ «Гамма», яке займається оптовою та роздрібною торгівлею електронними компонентами.
У 2006—2007 роках була головною спеціалісткою відділу інвестиційної політики Головного управління економіки Харківської обласної державної адміністрації. З 2007 по 2008 рік начальниця відділу цінової політики Головного управління економіки ХОДА. З 2008 по 2009 рік — начальниця відділу розвитку підприємництва та ринкових відносин Головного управління економіки ХОДА.
У 2007–2012 роках навчалася у Харківському регіональному інституті державного управління Національної академії державного управління при Президентові України, де здобула магістерський диплом з відзнакою з державного управління у 2009 році[джерело?] та закінчила аспірантуру за фахом «механізми державного управління» у 2012 році.
З 2012 по 2014 рік була заступницею директора ТОВ «Дорніт». Основний вид діяльності компанії — готельно-ресторанний бізнес і надання послуг мобільного харчування.

### Повернення на держслужбу
У 2014 році повернулася до державної служби та з квітня по листопад обіймала посаду директора Департаменту з підвищення конкурентоспроможності регіону ХОДА. З кінця 2014 року — заступниця голови Харківської обласної державної адміністрації (зберегла посаду при зміні очільника області з Ігоря Балути на Ігоря Райніна), з 25 квітня 2016 року — перша заступниця.
29 серпня 2016 року за поданням Кабінету Міністрів України була призначена виконувачкою обов'язків голови ХОДА. 4 жовтня 2016 року перемогла в конкурсі на посаду постійного голови ОДА. Кабінет Міністрів України одностайно підтримав кандидатуру Юлії Світличної, і 15 жовтня вона була призначена Президентом головою Харківської обласної державної адміністрації. Таким чином Світлична стала наймолодшим головою ОДА в українській історії та першою жінкою на цій посаді на Харківщині (проте не в Україні загалом).

### Обласна депутатка
Юлія Світлична брала участь у чергових місцевих виборах 2015 року та пройшла відразу в три ради: Харківську обласну, міську та районну, — але обрала депутатський мандат облради. 12 листопада того ж року була обрана керівницею фракції БПП «Солідарність» у Харківській обласній раді.
Як депутатка обласної ради входила до складу української делегації в Конгресі місцевих і регіональних влад Ради Європи на 2016—2020 роки. У рамках 31-ї сесії цього Конгресу була обрана віцепрезидентом Палати регіонів та є членкинею Бюро Конгресу, відповідального за координацію палат та комітетів і організацію сесій. 6 листопада 2018 року переобрана віцепрезидентом Палати регіонів, посаду Світлична обійматиме до 2021 року.
Після призначення на посаду голови обласної державної адміністрації, відповідно до вимог закону Про державну службу, що набув чинності 1 травня 2016 року, Юлія Світлична вийшла з партії «Блок Петра Порошенка „Солідарність“» і перестала очолювати фракцію. Проте вона залишилась обласною депутаткою, оскільки на поточне скликання заборона сумісництва не поширюється.
Очолювала депутатську групу «Єдність і розвиток Харківщини», до якої належали 3/4 депутатів обласної ради.

### Після головування в ОДА
Попри те, що Кабмін спершу ухвалив проєкт рішення про перепризначення Світличної головою Харківської облдержадміністрації, згодом Уряд погодив на цю посаду Олексія Кучера. 5 листопада 2019 року Президент своїм указом звільнив Юлію Світличну із займаної посади.
Спершу Юлія Світлична претендувала на посаду заступника секретаря РНБО, про що свідчить подана нею декларація, однак згодом вона повідомила про намір узяти участь у проміжних виборах у парламент в окрузі № 179. Невдовзі після цього довірена особа Юлії Світличної Анатолій Попов звернувся до Державного бюро розслідувань з приводу незаконного стеження за кандидаткою.
На цих виборах, котрі відбулися 15 березня, самовисуваниця Юлія Світлична набрала 77,54 % голосів (30 194 голоси), що є рекордним відсотком для виборів у Верховну Раду України. 13 квітня 2020 року Світлична склала присягу народного депутата України.

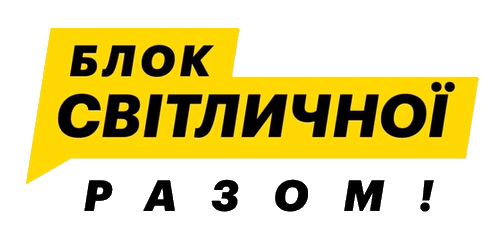
Блок Світличної «Разом!»

23 квітня 2020 року була зареєстрована політична партія «Блок Світличної „Разом!“» (створена на базі партії «Єдина сила»). Керівницею партії є колишня заступниця міністра екології Вікторія Шаповал. Свою нову партію Юлія Світлична описує як об'єднання регіональних лідерів громадської думки.
Брала участь у місцевих виборах 2020 року. Була обрана депутаткою Харківської обласної ради, однак поступилася місцем наступному за списком кандидату від Блоку Світличної «Разом!».

## Особисте життя
Неодружена, 5 червня 2021 року народила сина. Володіє англійською та польською мовами. Захоплюється тенісом. З 2015 року бере участь у щорічному харківському марафоні, який проходить напередодні Дня міста та Дня Незалежності. Володіє автомобілем і двома квартирами в Харкові, а також є співвласницею квартири у Вовчанську.
Була фігуранткою скандалу зі зломом сепаратистами електронної пошти колишнього голови ХОДА Ігоря Райніна, в результаті якого в мережу Інтернет потрапило нібито їхнє листування. Злом Райнін заперечив, а оприлюднені матеріали назвав фальшивими.

## Професійна діяльність
На посаді заступникці займалася міжнародними зв'язками, а саме популяризацією регіону та залученням інвестицій. Відома активним лобіюванням інтересів Харківщини в Америці. За словами Марі Йованович, посла США в Україні, Юлія Світлична має добру репутацію в Сполучених Штатах.
Саме Світлична відповідальна за створення представництва області в Вашингтоні та за впровадження в області «електронного уряду». Також під її кураторством був створений Харківський університетський консорціум та з її депутатської ініціативи розпочато будівництво школи в Пісочині. Завдяки зусиллям Світличної відновлено програму «Шкільний автобус» та проведення в Харкові міжнародних футбольних матчів.
Є членкинею виконавчого комітету Харківської обласного відділення Національного олімпійського комітету України і доцентом кафедри міжнародної економіки Харківського держуніверситету харчування та торгівлі.
У 2015 році Юлія Світлична посіла друге місце в рейтингу найвпливовіших жінок Харківської області, складений Центром політичного консалтингу. А наприкінці наступного року посіла п'яте місце в загальноукраїнському рейтингу політиків-жінок від часопису «Деловая столица». Також вона з 2016 року посідала перше місце в Рейтингу діяльності голів ОДА від Комітету виборців України. Окрім значного росту показників виробництва в області, експерти відзначили роботу ОДА з допомоги учасникам АТО та налагодження головою ефективної комунікації з обласною радою.
У 2016 році з нагоди Дня захисника України, що відзначається 14 жовтня, громадський рух «Східний корпус» висловив подяку Юлії Світличній за всебічну підтримку патріотичного руху на Слобожанщині.
30 травня 2017 року на засіданні Вченої ради Харківського державного університету харчування та торгівлі голову Харківської обласної державної адміністрації, кандидата наук з державного управління Юлію Олександрівну Світличну одноголосно обрано професором Харківського державного університету харчування та торгівлі.
Юлія Світлична посідає перше місце в рейтингу відповідальності серед голів ОДА, складеному аналітичним порталом «Слово і діло».

### Критика
Під час карантину у 2020 році, за даними ЗМІ[яких?], займалась підкупом виборців, зокрема передала до медзакладів області засоби індивідуального захисту та медичне обладнання. Вона регулярно з'являлася у ефірах проросійського телеканалу «Інтер», який контролюють компанії, які належать олігарху Дмитрові Фірташу та члену фракції ОПЗЖ у ВРУ Сергієві Льовочкіну.

#### Сексизм
Деякі журналісти, зокрема з «Детектор медіа», вважають Світличну не самостійною політичною фігурою, а «правою рукою» Ігоря Райніна, колишнього голови області й Адміністрації 5-го Президента України, а нині голови Харківського обласного осередку партії ОПЗЖ. Так 30 серпня 2016 року, одразу після призначення Світличної виконувачкою обов'язків голови ОДА у онлайн-газеті «Експрес» вийшла стаття під назвою «Райнін залишив замість себе блондинку». Ця риторика була рішуче засуджена Жіночим консорціумом України. Однак деякі вважають, що Світлична є коханкою Райніна, а її політичні успіхи є результатом протекції. Журналістка і громадська діячка Ірина Славінська заявила, що призначення Юлії Світличної керівницею області було образою всьому українському феміністичному рухові, і закликала новопризначену голову подати у відставку.
На думку політолога Володимира Фесенка, Юлія Світлична, будучи матір'ю немовляти, не може вести ефективну активну політичну діяльність, зокрема брати участь у виборчій кампанії. Таку заяву засудили як сексизм колишня заступниця голови Офісу президента Юлія Ковалів і урядова уповноважена з питань гендерної політики Катерина Левченко.
Також Юлія Світлична потрапила у розкритикований як прояв сексизму рейтинг «Топ-25 найсексуальніших депутаток» від видання «Коментарі».

## Нагороди
- Подяка прем'єр-міністра України
- Грамота Державного комітету України з питань підприємництва та регуляторної політики
- Відзнаки Міністерства економіки України
- Медаль «Трудова слава» (недержавна нагорода)[55]
- Орден Святогробського братства (Єрусалимської Православної Церкви)[56]
- Лауреатка премії «Жінка ІІІ тисячоліття» в номінації «Рейтинг» (2017)